# La Sergenté

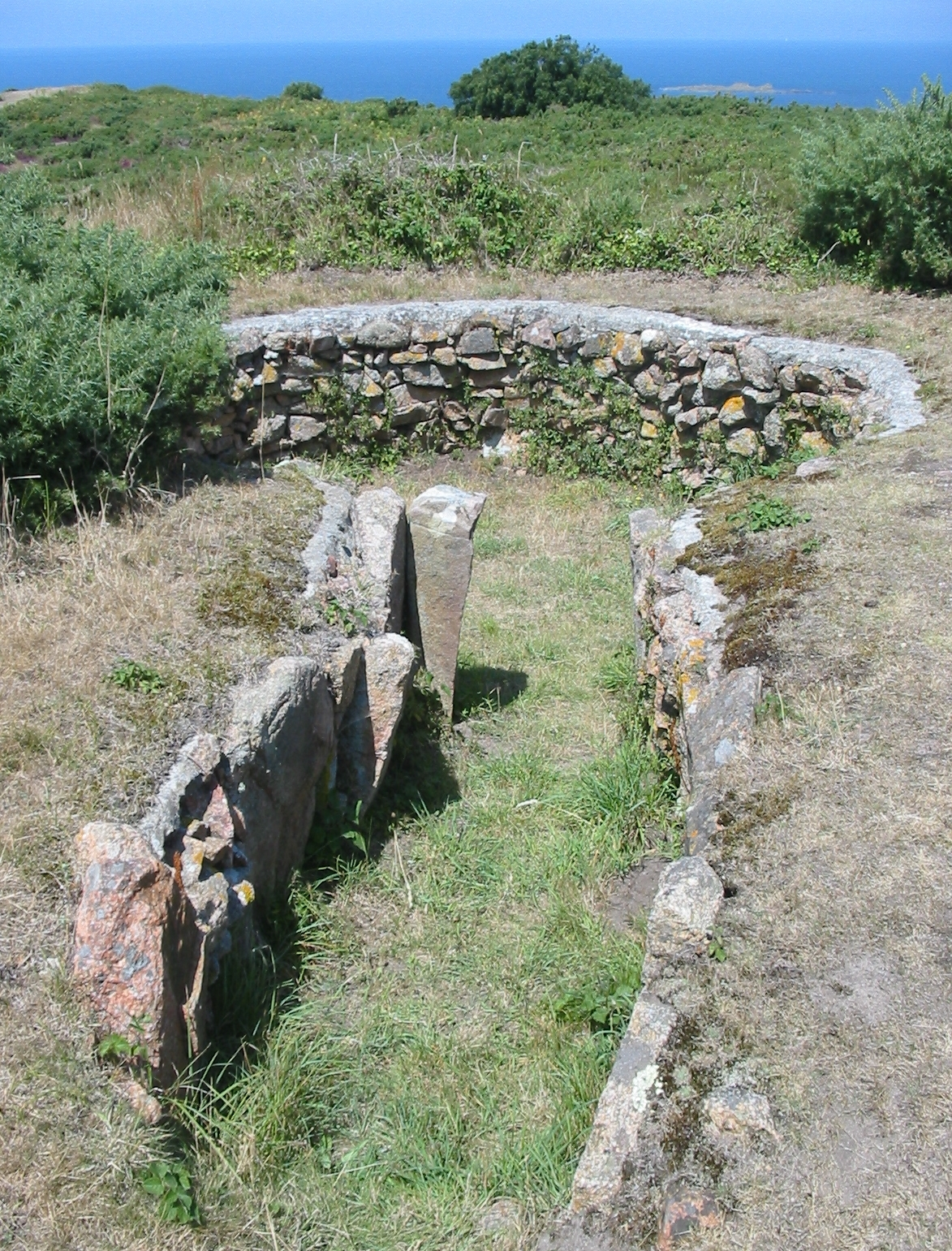
La Sergenté

La Sergenté – neolityczny grobowiec korytarzowy położony w parafii Saint Brelade na wyspie Jersey.
Grobowiec należy do jednych z najstarszych konstrukcji megalitycznych na Jersey, datowany jest na okres wczesnego neolitu (ok. 4500 p.n.e.). Został odkryty w 1923 roku. Składa się z długiego na ponad 2 metry korytarza, z wejściem od strony południowo-wschodniej, prowadzącego do owalnej komnaty grobowej o średnicy 3 metrów, pierwotnie nakrytej kamiennym sklepieniem. U wejścia do komnaty zachowały się dwa duże kamienie wspornikowe. Jej wnętrze wybrukowano ciasno ułożonymi płytami kamiennymi. Podczas wykopalisk archeologicznych w komorze grobowej znaleziono cztery neolityczne naczynia ceramiczne o płaskim dnie, pozbawione jakiejkolwiek ornamentyki.